# Iglesia Episcopal de Cristo (Williamport, Pensilvania)

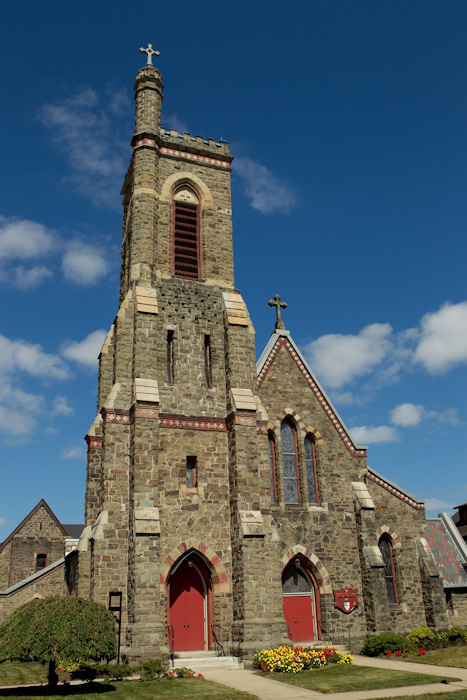
Iglesia Episcopal de Cristo.

La Iglesia  Episcopal de Cristo  es una histórica iglesia en Williamsport (Pensilvania). Fundada en 1841,  es la primera Iglesia episcopal de Williamsport. El edificio de la iglesia fue consagrado en 1843.  Tiene un carácter peculiar como la parroquia anglocatólica episcopaliana de la ciudad. Su santuario está considerado como uno de los más bellos espacios de culto en el centro Pensilvania, estando dotado con varias genuinas vidrieras de Tiffany, embaldosado fabricado con la técnica encáustica, y mucho latón bueno y molduras de madera artesanales.  Es también conocida por el ejercicio de su undécimo Rector, el Rev. Dr. John Henry Hopkins, Jr., compositor del villancico  «We Three Kings Reyes», (Nosotros, los tres Reyes).